# West Dundee
West Dundee – wieś w hrabstwie Kane, stanie Illinois. W roku 2017 West Dundee liczyło ok. 7350 mieszkańców.

## Geografia
Współrzędne West Dundee to 42°05′43″N 88°17′09″W.
Powierzchnia wsi wynosi 9,87 km²
Wieś jest położona nad rzeką Fox, która jest dopływem rzeki Illinois.

## Historia
W 1835 roku Elder John oraz Nancy Oatman założyli na miejscu obecnej wsi tawernę oraz sklep. Stały się one rdzeniem nowej społeczności West Dundee. Na miejsce przybyli inni osadnicy, a w 1837 roku zorganizowano loterię w celu wybrania osoby, która nazwie nowo powstałą wieś. Ostatecznie nazwa wsi została nadana przez Alexandra Gardinera na cześć jego rodzinnego miasta – szkockiego Dundee.
West Dundee przez lata było ograniczone w rozwoju. Rzeka Fox tworzyła naturalną wschodnią barierę rozwoju wsi.
Od strony północnej wieś okalała szkółka D.Hill, założona w 1855 roku przez Williama Hilla. Specjalizowała się ona w hodowli drzew owocowych.
Na początku lat 50 XX wieku część majątku Hilla została sprzedana i przyłączona do wsi w 1956 roku. W następnych latach do West Dundee przyłączono także kilka innych gruntów.
W 2017 roku West Dundee liczyło ok. 7350 mieszkańców. We wiosce znajduje się kilka zabytków.

## Władze
Prezydent wioski i rada powiernicza są wybierani na zasadzie niepartyjnej, na czteroletnią kadencję. Wybory odbywają się w latach nieparzystych.
Obecnym zarządzającym West Dundee jest Christopher Nelson.

## Galeria zdjęć

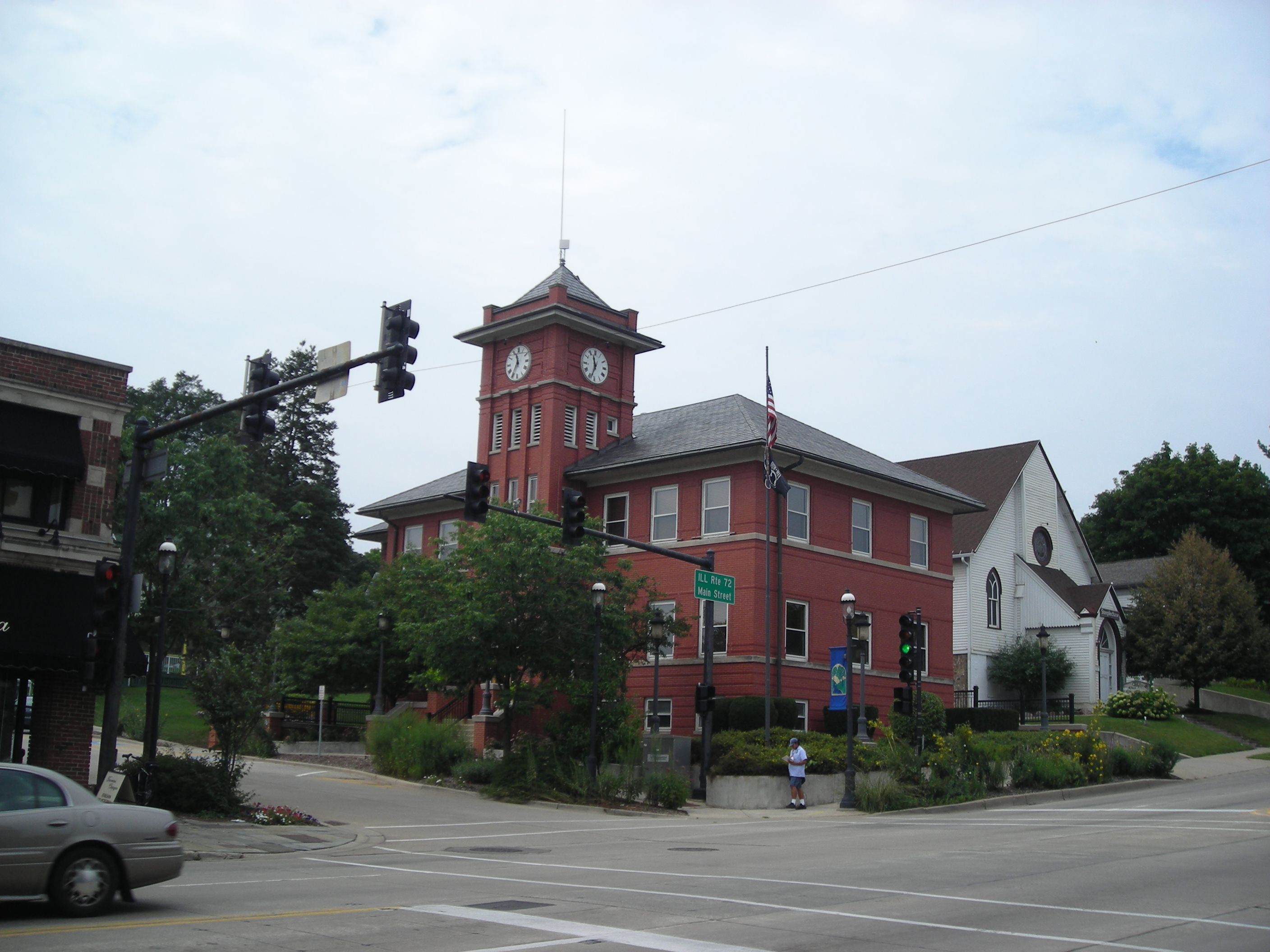
Ratusz w West Dundee
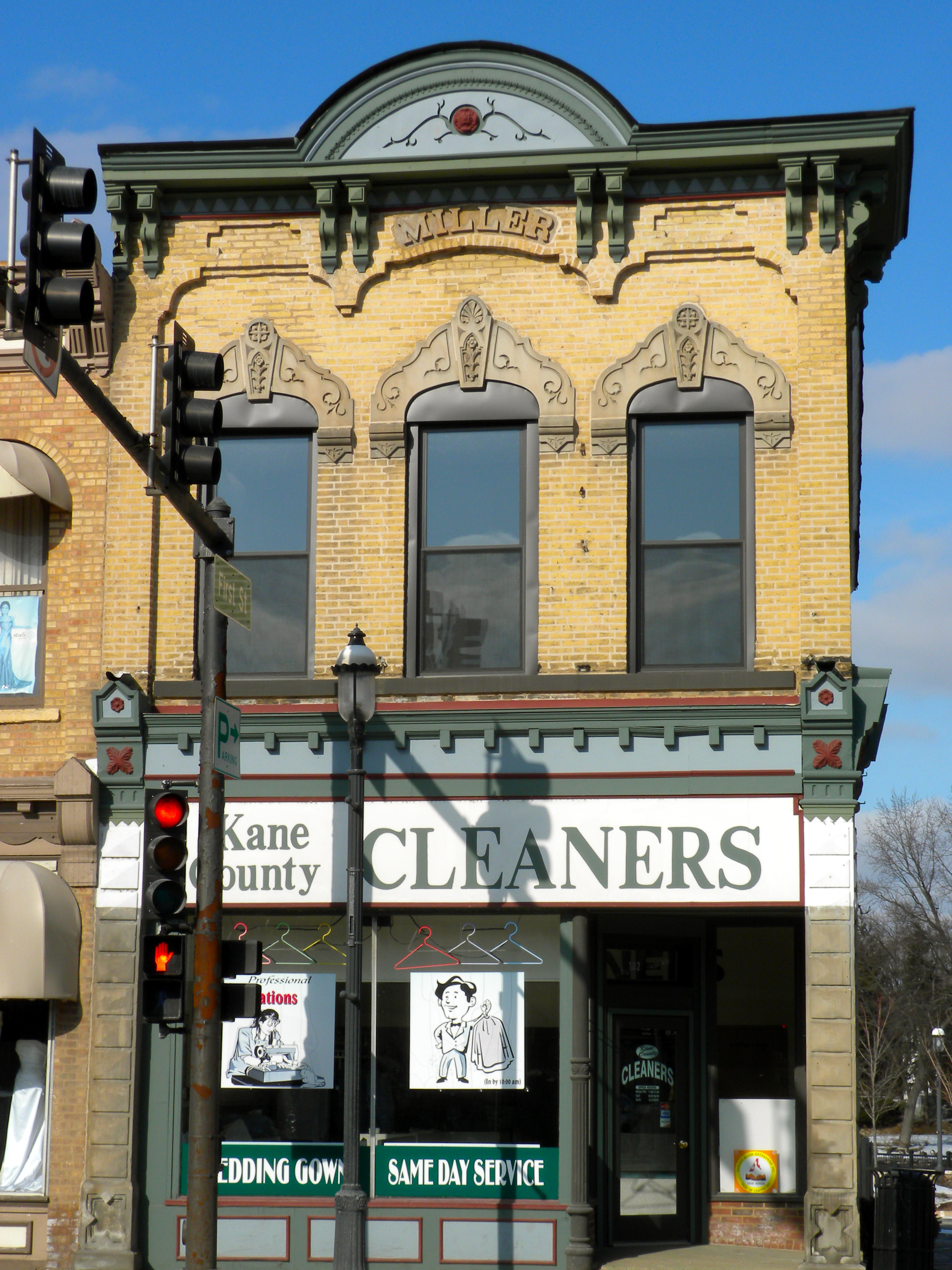